# Agromyza fusca
Agromyza fusca är en tvåvingeart som beskrevs av Spencer 1963. Agromyza fusca ingår i släktet Agromyza och familjen minerarflugor. Inga underarter finns listade i Catalogue of Life.